# Guadalinex
Guadalinex — дистрибутив Linux, продвигаемый региональным правительством Андалусии и наиболее популярный в этой автономной области Испании.
В настоящее время это наиболее распространённый в Андалусии представитель свободного программного обеспечения, реализуемого по всему миру. Этот проект появился как результат единогласного одобрения андалусским парламентом в 2002 и 2003 году резолюции Information Society and Innovation policies (Общество с развитой информационной технологией и политика внедрения новшеств), побуждающей все региональные организации продвигать и использовать свободное программное обеспечение и открытые лицензии. Это сделало инициативу Guadalinex уникальной во всём мире.
Впервые дистрибутив Guadalinex вышел в 2003 году, и первые две версии были основаны на Debian. В 2005 году в проекте Guadalinex решено было начать разработку третьей версии, производной от Ubuntu. Эта версия вышла в январе 2006 года и была основана на Ubuntu 5.10 (Breezy Badger), андалусское обновление до этой новой версии происходило в течение года. Проект является частью правительственного плана по внедрению свободного программного обеспечения и повсеместного использования его в общественных школах.
В начавшийся в 2006 году проект вовлечены 500 школ, и общее количество компьютеров, оборудованных Guadalinex и исключительно свободным программным обеспечением достигает 200 000. Это количество ежегодно увеличивается с каждым появляющимся в сентябре новым классом и закупаемыми новыми компьютерами (на 2006 год запланировано свыше 40 000). Guadalinex используется в общественных Интернет-центрах, домах престарелых, библиотеках, женских организациях, а также на домашних компьютерах.
Существуют пять изданий Guadalinex:
- Guadalinex EDU
- Guadalinex CDM
- Guadalinex Guadalinfo
- Guadalinex Bibliotecas
- Guadalinex Mini